# Great Bible

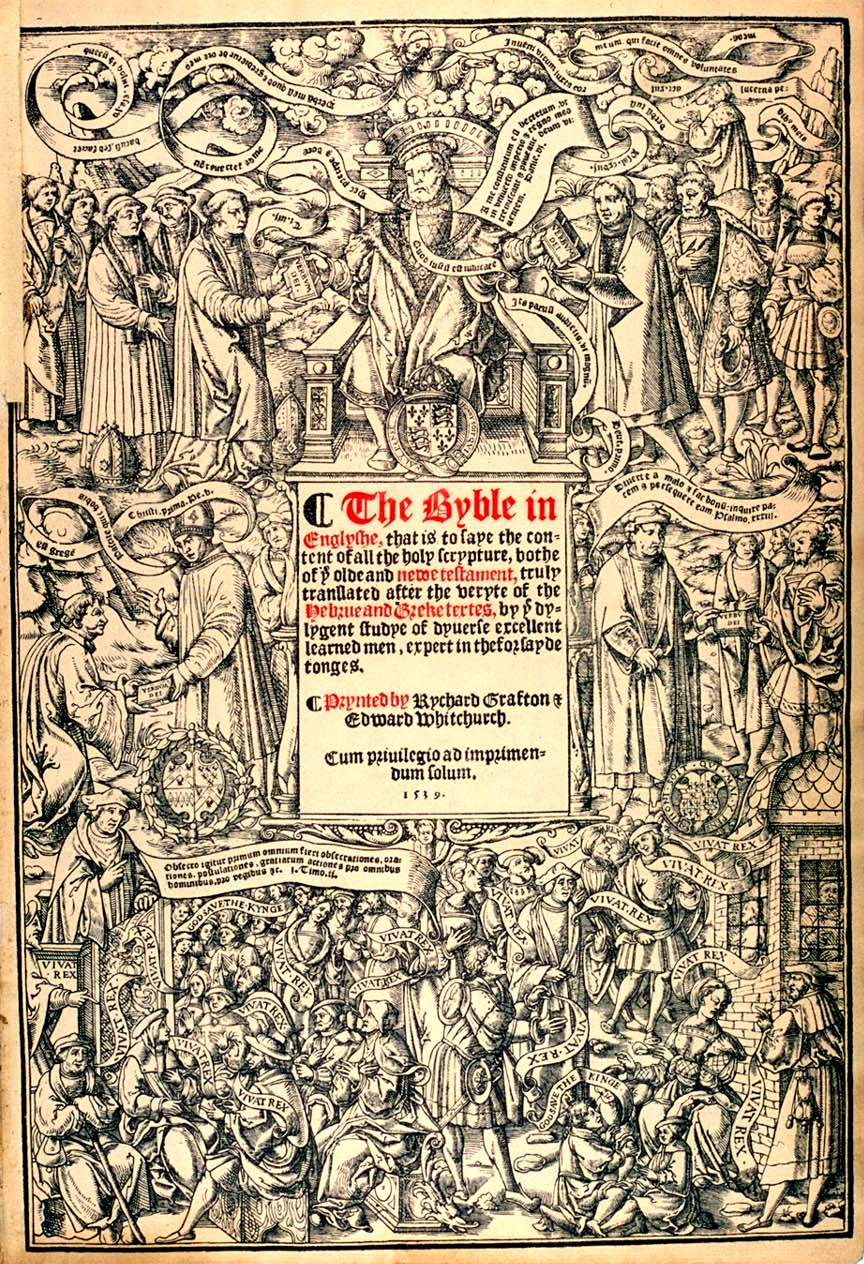
Page titre de la Great Bible (1539).

La Great Bible (pouvant se traduire en français par « Grande Bible ») est la première édition autorisée de la Bible en anglais, publiée pour la première fois en 1539. Réalisée par Myles Coverdale sur la demande de Thomas Cromwell, le roi Henry VIII d'Angleterre a permis sa lecture lors des services de l'Église d'Angleterre.
Appelé Great Bible en raison de sa grande taille, l'ouvrage est également connu sous les noms Bible de Cromwell, Bible de Whitchurch (du nom du premier imprimeur anglais de l’œuvre), Chain Bible et, de manière moins appropriée, Bible de Cranmer, ce dernier ayant réalisé la préface de la deuxième édition.
La Great Bible inclut une bonne partie de la Bible Tyndale, avec les « éléments contestables » révisés. Coverdale a complété l'ouvrage en traduisant les autres livres de l'Ancien Testament ainsi que des apocryphes tirés de la Vulgate et de la version germanophone (plutôt que des versions grecque, hébreu et araméenne).

## Histoire
Le Nouveau Testament de Tyndale est publié en 1525, suivi d'une traduction en anglais du Pentateuque en 1530. Cependant, les deux ouvrages emploient du vocabulaire et des notes en annexe qui sont inacceptables pour l'Église d'Angleterre et pour le roi. Les livres de Tyndale sont donc bannis par proclamation royale en 1530. Ceci amène cependant Henry VIII à promettre une version officielle et autorisée de l’œuvre en anglais. 
En 1534, Thomas Cranmer tente de faire progresser l'idée en approchant dix évêques afin de leur demander de collaborer à un Nouveau Testament anglais. Cependant, la plupart d'entre eux ont envoyé leur brouillon en retard, incomplet ou n'ont tout simplement rien envoyé du tout. Excédé, Cranmer déclare en 1537 que la Bible des Évêques « ne sera pas complétée avant le lendemain du Jugement dernier » "(...which I think will not be till a day after doomsday)".
Le roi s'impatiente de la lenteur du projet, surtout qu'il a la conviction que le pèlerinage de Grâce est dû à l'exploitation de l'ignorance populaire par les rebelles. En 1537, toujours en attente des évêques, le premier ministre Thomas Cromwell accorde, comme mesure intérimaire, une approbation officielle à la Bible de Matthew (en). Cette dernière combine le Nouveau Testament de Tyndale ainsi que la partie de l'Ancien Testament qu'il a pu traduire avant d'être mis à mort pour hérésie l'année précédente.

### Travaux de Coverdale et premières éditions
Coverdale se base sur les travaux de Tyndale pour réaliser la Great Bible. Il retire cependant les passages jugés répréhensibles par les évêques. Il traduit les livres manquants de l'Ancien Testament en utilisant la Vulgate et une version germanique. Cette absence de traduction des textes hébreu, araméen et grec donnera une motivation et un élan à la traduction dite Bible des Évêques qui sera publiée en 1568.
Le Nouveau Testament de la Great Bible se distingue principalement de celui de Tyndale par l'interpolation de plusieurs passages ne se retrouvant que dans la Vulgate. Ces intégrations semblent avoir été faites pour rendre plus acceptable la Great Bible auprès du clergé anglais, dont une bonne partie croit que la Vulgate est la seule version légitime de la Bible.
La première édition est tirée à 2 500 exemplaires, qui sont débutés à Paris en 1539. Une partie des impressions est saisie par les autorités françaises pour hérésie. La publication est complétée à Londres en avril.
L'ouvrage est révisé six fois entre 1540 et 1541. La deuxième édition de 1540 est préfacée par l'archevêque de Canterbury Thomas Cranmer.

### Dernières éditions
En 1568, la Great Bible est remplacée par la Bible des évêques comme version autorisée de l'Église Anglicane. La dernière des plus de 30 éditions de la Great Bible est réalisée en 1569.
En 1662, les psaumes du livre de la prière commune sont encore tirés de la Great Bible plutôt que de la Bible du roi Jacques, plus récente (1611).
Une version de la « Bible de Cranmer » (deuxième édition de la Great Bible) est intégrée à l'English Hexapla (en), réalisé par Samuel Baxter & Sons en 1841.
La réimpression la plus courante du Nouveau Testament de la Great Bible (sans ses notes en marge) peut être vue dans la deuxième colonne du New Testament Octapla édité par Luther Weigle.